# Eb van der Kluft
Egbert (Eb) van der Kluft (Amsterdam, 23 mei 1889 - Amsterdam, 5 juli 1970) was een Nederlands voetballer die als verdediger speelde.
Van der Kluft kwam als verdediger uit voor het Amsterdamse Blauw-Wit waar hij tevens bestuurslid was. Hij begon met voetballen bij Holland en toen deze club samen met Victoria in 1902 Blauw-Wit vormde, kwam hij daar in de jeugd. Van der Kluft speelde al in het eerste team in de Amsterdamse afdelingsklasse en ook in de Derde klasse. Vanaf 1912 zat hij vast bij het eerste team en met Blauw-Wit werd hij in 1916 kampioen in de Tweede klasse B en promoveerde naar de Eerste Klasse. Daar eindigde hij met zijn club ieder seizoen in de bovenste regionen van de ranglijst met een zesde plaats in zijn afscheidsseizoen als slechtste resultaat. In het seizoen 1921/22 werd hij als aanvoerder van Blauw-Wit kampioen in de Eerste Klasse West en werd in de kampioenscompetitie om de landstitel na een extra beslissingswedstrijd tweede achter Go Ahead.
Hij speelde tussen 1921 en 1923 viermaal in het Nederlands voetbalelftal waarbij hij twee keer aanvoerder was. Van der Kluft maakte ook deel uit van de selectie voor de Olympische Zomerspelen in 1920 maar kreeg geen bronzen medaille uitgereikt omdat hij tijdens dat toernooi niet in actie kwam. Ook kwam hij uit voor het Amsterdams elftal en het Zwaluwenelftal.